# Line Hoven
Line Hoven, née en 1977 à Bonn (Allemagne), est une artiste de bande dessinée et illustratrice allemande.

## Biographie
Line Hoven est née à Bonn et a grandi près de Detmold, en Rhénanie-du-Nord-Westphalie.
Après avoir travaillé pendant deux ans au Staatstheater de Cassel comme assistante costume et scène, elle a étudié la communication visuelle à l'École des beaux-arts de Cassel, puis à l'école supérieure d'arts appliqués de Hambourg, où elle a suivi les cours d’ATAK et d’Anke Feuchtenberger.
Ce sont ces deux enseignants qui ont encouragé Line Hoven à faire de la bande dessinée. Dans une interview accordée au magazine allemand Brand eins, Line Hoven parle de sa fascination pour le milieu de la bande dessinée : « Au théâtre, ça m'a toujours dérangé que vous ne puissiez pas mettre en image ce que vous aviez à l'esprit, parce que c'était toujours trop cher. Avec la bande dessinée, il n'y a pas de limites, vous pouvez rompre avec tout et laisser les autres participer à votre propre univers. »
Le style de Line Hoven est constitué de rayures dans des cartes à gratter. Ainsi, son fonctionnement est très coûteux en temps. Son premier livre Liebe schaut weg, publié à Berlin dans la maison d'édition Reprodukt, était aussi son projet de thèse à l'école supérieure d'arts appliqués de Hambourg. De plus, elle a publié des histoires dans des magazines tels que "Orang" et "Strapazin".
En 2008, elle a reçu le prix du meilleur comic indépendant au 13e Internationalen Comic-Salon Erlangen, pour Liebe schaut weg.
Du 8 janvier 2011 au 16 juillet 2011, le journal Frankfurter Allgemeine Zeitung a publié une série de dessins hebdomadaires Dudenbrooks de Line Hoven et Jochen Schmidt. Quand la série s'est terminée, les œuvres complètes ont été publiées dans une édition du livre dans la maison d'édition Jacoby & Stuart.
Line Hoven vit et travaille à Hambourg non seulement comme auteur de bande dessinée et illustratrice freelance, mais aussi dans un magasin de disques.

## Publications
- Orang 4. Kiki Post, Hambourg, 2004  (ISBN 978-3-9809769-0-9).
- Klassenfahrt. Reprodukt, Berlin, 2005  (ISBN 978-3-938511-03-9).
- Orang 5. Kiki Post, Hambourg, 2005  (ISBN 978-3-9809769-1-6).
- Liebe schaut weg. Reprodukt, Berlin, 2007  (ISBN 978-3-938511-66-4).
- Dudenbrooks. Texte: Jochen Schmidt. Jacoby & Stuart, Berlin, 2011  (ISBN 978-3-941787-50-6).
- Schmythologie. Texte: Jochen Schmidt. C.H. Beck, Munich, 2013  (ISBN 978-3-406-65367-4).
- L'amour ferme les yeux, L'Agrume, Paris, 2013  (ISBN 979-10-90743-08-3)

## Distinctions
- 2010 : Prix d'encouragement e.o.plauen pour récompenser un début de carrière prometteur[4]

## Littérature
- Nina Mahrt: Bester Independent Comic: „Liebe schaut weg“ von Line Hoven. Ein Interview. In: Comic!-Jahrbuch 2009. Stuttgart 2008, S. 168-173.  (ISBN 978-3-8883493-9-3)
- Andreas Platthaus: Anstelle einer Einleitung. Ein Motiv aus Line Hovens "Liebe schaut weg". In: Reddition Nr. 49/50 (2009), S. 5-7.